# Будинок з привидами (фільм, 2007)
«Вже не діти» — кінофільм режисера Дейва Саппа, що вийшов на екрани в 2007 році.

## Сюжет
Сара успадкувала древній маєток. Дівчина вирішує відзначити цю подію крутою вечіркою з друзями. Молодь приїжджає у будинок і починає приготування до тусовки. Та виявляється, що старі коридори і кімнати бачили стільки зла, що духи загиблих мешканців донині не можуть знайти спокій і ненавидять живих. Герої виявляються замкнені наодинці з потойбічним злом. Далеко не всім із них удасться вирватися з пастки.

## Ролі
| Актор            | Роль |
| ---------------- | ---- |
| Бріанна Девіс    | -    |
| Кен Лаккі        | -    |
| Езра Баззінгтон  | -    |
| Сі Томас Хауелл  | -    |
| Дженіс Нікро     | -    |
| Шон Ноттінхем    | -    |
| Алан Петерсон    | -    |
| Блейн Куарнстром | -    |
| Джулі Сапп       | -    |
| Девін Вульф      | -    |

## Знімальна група
- Режисер — Дейв Сапп
- Сценарист — Дейв Сапп, Джулі Сапп
- Продюсер — Дейв Сапп, Джулі Сапп
- Композитор — Джулі Сапп